# Španjolska ženska vaterpolska reprezentacija
Španjolska ženska vaterpolska reprezentacija predstavlja državu Španjolsku u športu vaterpolu.

## Nastupi na velikim natjecanjima

### Olimpijske igre
- 2020.:  srebro

### Svjetska prvenstva
- 2019.:  srebro

### Europska prvenstva
- 1993.: 9. mjesto
- 1995.: 9. mjesto
- 1997.: 4. mjesto
- 1999.: 6. mjesto
- 2001.: 6. mjesto
- 2003.: 6. mjesto
- 2006.: 4. mjesto
- 2008.:  srebro
- 2010.: 6. mjesto
- 2012.: 5. mjesto
- 2014.:  zlato
- 2016.: 4. mjesto
- 2018.:  bronca
- 2020.:  zlato